# San Martivell

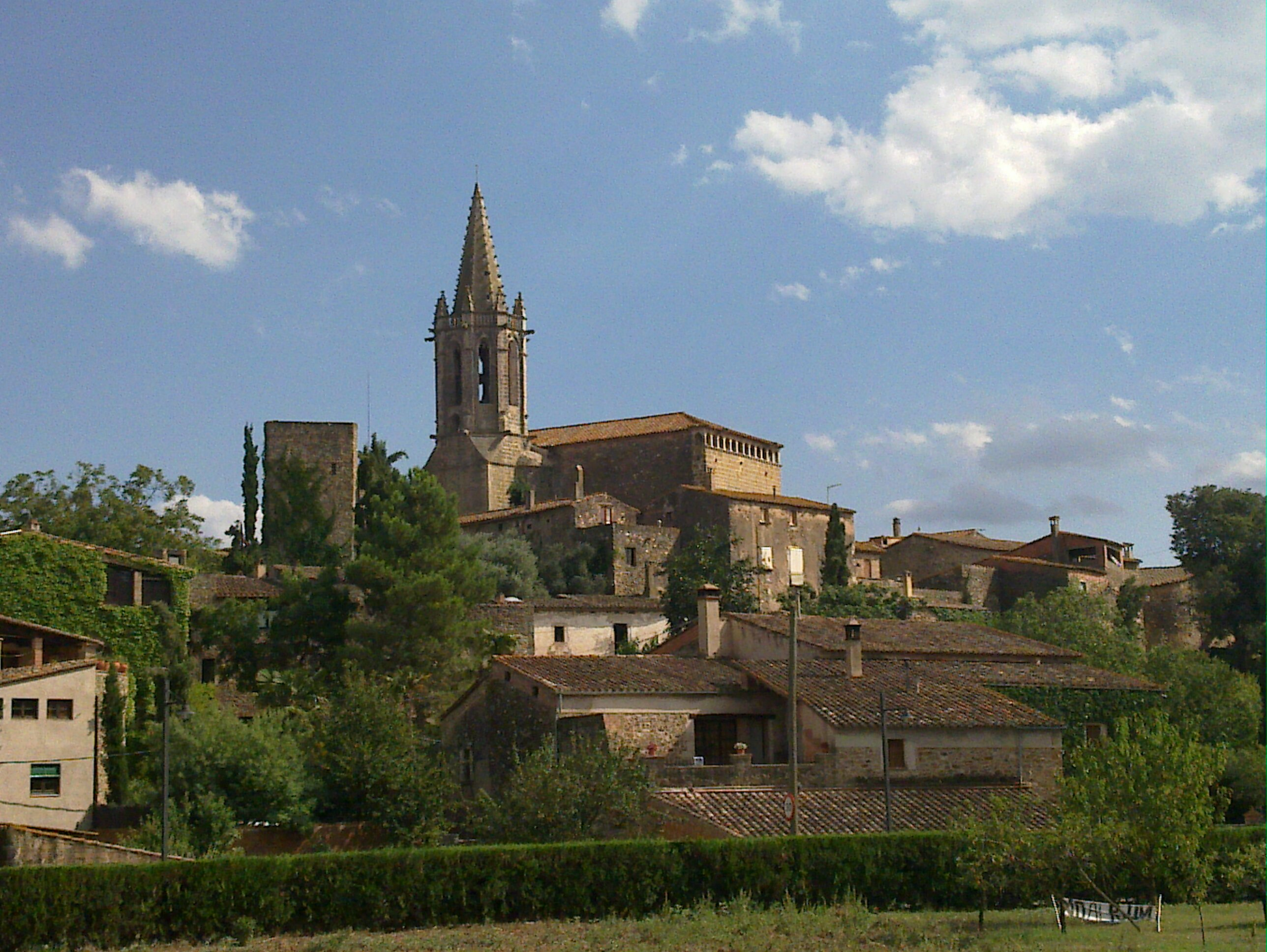
Iglesia de San Martivell

San Martivell o San Martín Vell (en catalán: Sant Martí Vell) es un municipio español de la comarca catalana del Gironés, en la provincia de Gerona, situado al noreste de la comarca y en el límite con la del Bajo Ampurdán.

## Demografía
San Martivell cuenta con una población de 264 habitantes (INE 2024).
| Gráfica de evolución demográfica de San Martivell entre 1842 y 2021 |
| |
| Población de derecho según los censos de población del INE Población de hecho según los censos de población del INEEn 1887 este municipio desaparece porque se integra en el municipio Madremaña En 1930 aparece este municipio porque se segrega del municipio Madremaña |

## Economía
Agricultura de secano y de regadío, ganadería y avicultura.

## Historia
Aparece documentado por primera vez en 1035 con la forma Sancti Martini qui dicunt vetulo.
Conocido luego como San Martín Vell, en 1887 fue agregado al municipio de Madremaña, y volvió a ser un municipio independiente en 1931, con el nombre de San Martivell.

## Lugares de interés
- Iglesia parroquial de San Martín, de origen románico y reconstruido en el siglo XVI.
- Santuario de la Virgen de los Ángeles.